# 拉法葉縣 (阿肯色州)
拉斐特縣是美国阿肯色州西南部的一個縣，南界路易斯安那州，面積1,412平方公里。根據2020年美國人口普查統計，本縣共有人口6,308人。本縣縣治為劉易斯維爾（Lewisville）。本縣於1827年10月15日成立，縣名是紀念美國獨立戰爭英雄、法国大革命領導者拉斐德侯爵（Marquis de Lafayette）。
本縣為一禁酒的縣 。

## 地理

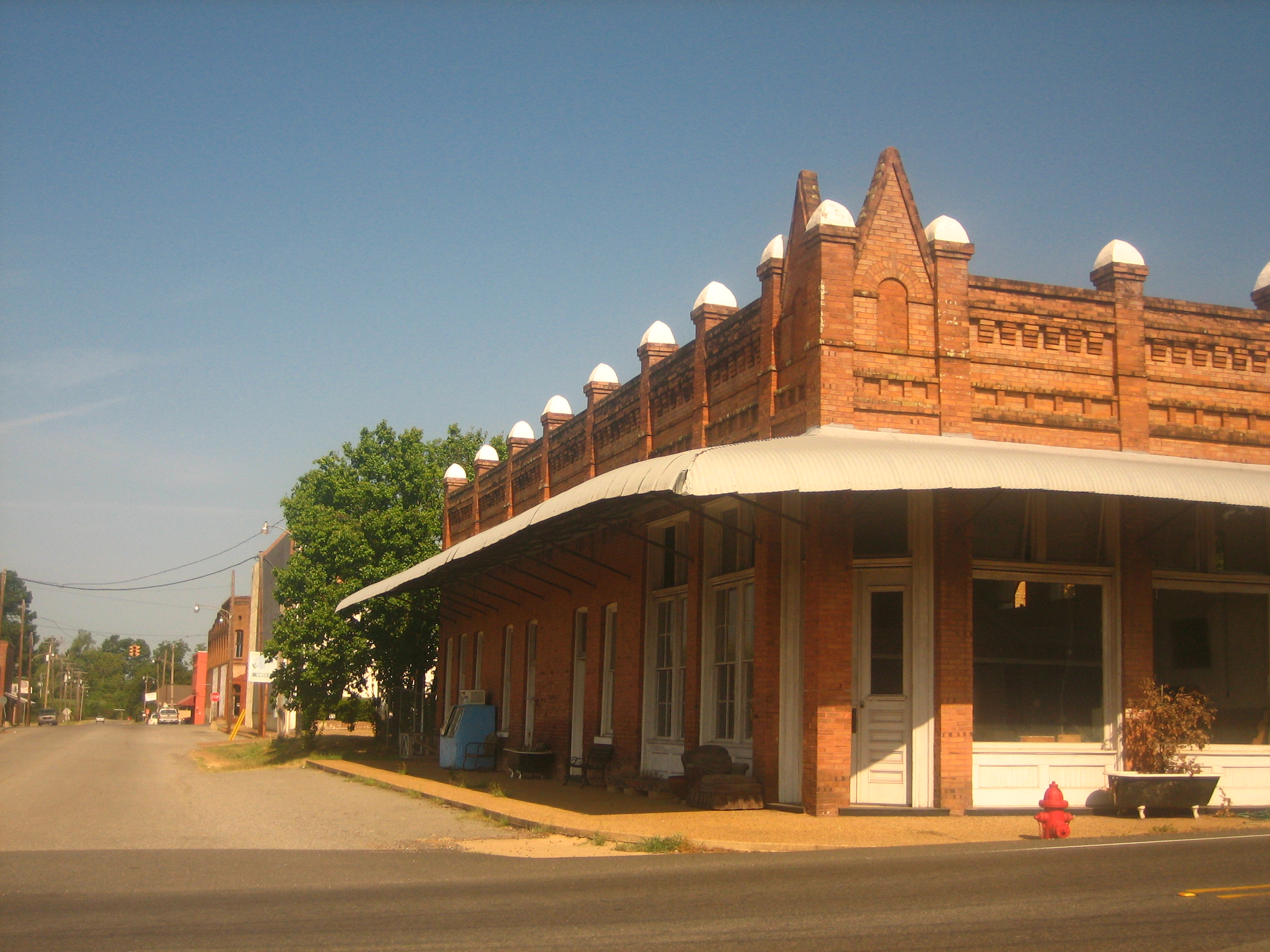
縣治刘易斯维尔

根據2000年人口普查，拉法葉縣的總面積為545.07平方英里（1,411.7平方），其中有526.50平方英里（1,363.6平方），即96.59%為陸地；18.57平方英里（48.1平方），即3.41%為水域。本縣是州中面積最小的縣份。

### 主要公路
- 82号美国国道
- 29號阿肯色州州道（英语：Arkansas Highway 29）
- 53號阿肯色州州道（英语：Arkansas Highway 53）
- 160號阿肯色州州道（英语：Arkansas Highway 160）

### 毗鄰縣
- 阿肯色州 米勒縣：西方
- 阿肯色州 亨普斯特德縣：北方
- 阿肯色州 內華達縣：東北方
- 阿肯色州 哥倫比亞縣：東方
- 路易斯安那州 韦伯斯特堂区：東南方
- 路易斯安那州 博西尔堂区：南方
- 路易斯安那州 卡多堂区：西南方

## 人口
| 调查年            | 人口   | 备注 | %±     |
| ----------------- | ------ | ---- | ------ |
| 1830              | 748    |      | —      |
| 1840              | 2,200  |      | 194.1% |
| 1850              | 5,220  |      | 137.3% |
| 1860              | 8,464  |      | 62.1%  |
| 1870              | 9,139  |      | 8.0%   |
| 1880              | 5,730  |      | −37.3% |
| 1890              | 7,700  |      | 34.4%  |
| 1900              | 10,594 |      | 37.6%  |
| 1910              | 13,741 |      | 29.7%  |
| 1920              | 15,522 |      | 13.0%  |
| 1930              | 16,934 |      | 9.1%   |
| 1940              | 16,851 |      | −0.5%  |
| 1950              | 13,203 |      | −21.6% |
| 1960              | 11,030 |      | −16.5% |
| 1970              | 10,018 |      | −9.2%  |
| 1980              | 10,213 |      | 1.9%   |
| 1990              | 9,643  |      | −5.6%  |
| 2000              | 8,559  |      | −11.2% |
| 2010              | 7,645  |      | −10.7% |
| 2012年估计        | 7,447  |      | −2.6%  |
| [ 6 ] [ 7 ] [ 8 ] |        |      |        |

拉法葉縣人口金字塔

根據2000年人口普查，拉法葉縣擁有8,559居民、3,434住戶和2,376家庭。其人口密度為每平方英里16居民（每平方公里6居民）。本縣擁有4,560間房屋单位，其密度為每平方英里9間（每平方公里3間）。而人口是由62.08%白人、36.49%非裔、0.37%原住民、0.22%亞裔、0.01%太平洋島民、0.2%其他種族和0.63%混血构成。而西裔或拉美裔佔了人口1.03%。
在3,434住户中，有27.9%擁有一個或以上的兒童（18歲以下）、50.6%為夫妻、14.4%為單親家庭、30.8%為非家庭、28.4%為獨居、14.6%住戶有同居長者。平均每戶有2.46人，而平均每個家庭則有3人。在8,559居民中，有25.4%為18歲以下、8.1%為18至24歲、24.4%為25至44歲、24.4%為45至64歲以及17.7%為65歲以上。人口的年齡中位數為35歲，女子對男子的性別比為100：92。成年人的性別比則為100：88.2。
本縣的住戶收入中位數為$24,831，而家庭收入中位數則為$30,720。男性的收入中位數為$26,492，而女性的收入中位數則為$17,000 ，人均收入為$14,128。約18.7%家庭和23.2%人口在貧窮線以下，包括31.5%兒童（18歲以下）及19.3%長者（65歲以上）。